# هایز (ئی‌پی)
هایز (به انگلیسی: HΔIZ و HAIZ) نخستین آلبوم چندآهنگه از بازیگر و خوانندهٔ آمریکایی هیلی استاینفلد می‌باشد که در ۱۳ نوامبر سال ۲۰۱۵ از سوی ریپابلیک رکوردز منتشر گردید.
این ئی‌پی پس از انتشار، نقدهایی از متوسط تا مثبت دریافت کرد و در آمریکای شمالی به موفقیت تجاری نسبتاً محدودی دست یافت. منتقدان این اثر را «سرگرم‌کننده» و الهام‌بخش توصیف کردند، اما احساس می‌کردند که استاینفلد فاقد شخصیت متمایز است.